# Peter Weinhäupl
Peter Weinhäupl (* 1962 in Vöcklabruck) ist ein österreichischer Kulturmanager und Vorstandsvorsitzender der Klimt-Foundation.

## Leben und Wirken
Peter Weinhäupl studierte nach der Matura an der HTBLA Vöcklabruck (Betriebstechnik) an der Wirtschaftsuniversität Wien (Mag. rer. soc. oec.), parallel dazu absolvierte er ein Teilstudium der Kunstgeschichte an der Universität Wien. Neben seiner Tätigkeit als freier Mitarbeiter beim ORF-Radio betrieb er ein Studium zum EU-Regionalplaner (Kooperation Uni Dresden / Boku Wien); es folgten Regionalentwicklungsstudien für alte, strukturschwache Industriegebiete (Schwerpunkt Kultur und Tourismus).
Im Jahr 2000 wurde er als Kulturmanager ans Leopold Museum Wien berufen, wo er gemeinsam mit den Vorständen Christian Meyer (Arnold Schönberg Center) und dem Sektionschef im BMUKK Helmut Moser die finale organisatorische Planung des Museumsbetriebes verantwortete. Ab 2003 leitete er als Managing Director und Marketingchef gemeinsam mit Rudolf Leopold (Museologischer Direktor) das Leopold Museum, welches sich rasch zum besucherstärksten Museum des MuseumsQuartiers und einem der bedeutendsten internationalen Museen entwickelte. Die Londoner Times zählte das Haus in einem Ranking bereits 2013 zu den bedeutendsten Museen der Welt (Rang 40). Nach 15 Jahren Museumsbetrieb wechselte Weinhäupl im Jahr 2015 als Vorstandsvorsitzender und operativer Direktor in die von ihm 2013 mitbegründete Klimt-Foundation.
Weinhäupl war von 2008 bis 2014 Vorstandsmitglied im österreichischen Nationalkomitee des internationalen Museumsrates ICOM. Als Direktor des Leopold Museums war er Kurator und Co-Kurator zahlreicher Ausstellungen im Leopold Museum, u. a. der permanenten Präsentation »Wien 1900« / Joseph Maria Olbrich / Jugendstil Pur! Josef Maria Auchentaller / Alberto Giacometti. Pionier der Moderne und „Klimt-persönlich“.
Er war als Mitbegründer und Vorstandsmitglied des Vereins »Gedenkstätte Gustav Klimt« wesentlich an der Rettung des letzten Ateliers des Künstlers beteiligt. 2003 konzipierte er federführend den Gustav Klimt-Themenweg am Attersee. 2005 wurde auf seine Initiative und Planung die bis heute bestehende Rekonstruktion der Klimtschen Fakultätsbilder im Festsaal der Universität Wien verwirklicht. Es folgten die inhaltliche Konzeption und Umsetzung des Gustav Klimt Zentrums am Attersee (2012), deren Errichtung u. a. vom Bundesministerium für Tourismus und dem LEADER-Programm der EU gefördert wurde. Der saisonelle Betrieb dieses Klimt-Dokumentationszentrums (rund 12.000 Besucher jährlich) wird seit 2015 von der Wiener Klimt-Foundation ermöglicht, im Jahr 2000 wurde das Zentrum mit dem ICOM-Museumsgütesiegel ausgezeichnet.
Weinhäupl gilt auch als Experte des ehemaligen Österreichischen Küstenlandes, er ist Herausgeber zahlreicher kulturhistorischer Bände, u. a. der ersten großen deutschsprachigen Monografien über die Hafenstadt Triest (2018) oder das Seebad Grado (2017).
Im Jahr 2001 erwarb und rettete Weinhäupl ein in Österreich einzigartiges Industriedenkmal, die 1922/1923 errichtete »Kohlebrech- und Sortieranlage« in der Marktgemeinde Wolfsegg am Hausruck (Ortsteil Kohlgrube), vor dem Verfall. Wolfsegg ist unter anderem als Literaturschauplatz in Romanen Thomas Bernhards bekannt (u. a. Der Italiener, 1967 und Auslöschung. Ein Zerfall, 1986). Im Rahmen des neu gegründeten »Kunstraums Kohlgrube« war das gemeinsam mit Architekt Wolfgang Weinhäupl eingereichte Kunstprojekt »Anwachsen« Mittelpunkt der Eröffnungsveranstaltung des Festival der Regionen 2003. In der Folge wurden am historischen Industrieareal die Franzobel-Stücke Hunt und Zipf im Rahmen des »Theaters Hausruck«, bei dem Weinhäupl zeitweise als Vorstandsmitglied fungierte, uraufgeführt (2-facher Nestroy-Preis unter Regie von Georg Schmidleitner).

## Schriften (Auswahl)
- Im Siebten. Die Neuerfindung der Stadt in Wien-Neubau, gemeinsam mit Tarek Leitner und Peter Coeln, Brandstätter Verlag, Wien 2022, ISBN 978-3-7106-0531-4
- Gustav Klimt, Florale Welten. Hg.: Peter Weinhäupl / Sandra Tretter. Klimt-Foundation, Brandstätter Verlag, Wien.
- Triest – Der Hafen Mitteleuropas. Hg.: Peter Weinhäupl. Brandstätter Verlag, Wien 2018.
- Grado – Der Strand Mitteleuropas. Hg.: Peter Weinhäupl. Brandstätter Verlag, Wien 2017.
- Gustav Klimt, Emilie Flöge. Hg.: Peter Weinhäupl, Sandra Tretter. Klimt-Foundation, Brandstätter Verlag, Wien 2016
- Gustav Klimt, Sommerfrische am Attersee. Hg.: Peter Weinhäupl, Sandra Tretter. Klimt-Foundation, Brandstätter Verlag, Wien 2015.
- Gustav Klimt, Atelier Feldmühlgasse 1911–1918. Hg.: Peter Weinhäupl, Sandra Tretter, Georg Becker, Felizitas Schreier. Klimt-Foundation, Brandstätter Verlag, Wien 2014
- Chiffre: Sehnsucht – 25, Gustav Klimts Korrespondenz an Maria Ucicka 1899–1916. Hg.: Peter Weinhäupl, Sandra Tretter. Klimt-Foundation, Brandstätter Verlag, Wien 2014
- Trotzdem Kunst: Österreich 1914–1918. Ausstellungskatalog. Hg: Peter Weinhäupl, Elisabeth Leopold, Ivan Ristic, Franz Smola. Leopold Museum, Wien 2014.
- Klimt persönlich. Bilder – Briefe – Einblicke. Ausstellungskatalog. Hg: Peter Weinhäupl, Tobias Natter, Franz Smola. Brandstätter Verlag, Wien 2012-
- Wien 1900 in der Sammlung Leopold. Hg: Peter Weinhäupl, Diethard Leopold. Brandstätter Verlag, Wien 2009.

| Personendaten    | Personendaten                                                                 |
| ---------------- | ----------------------------------------------------------------------------- |
| NAME             | Weinhäupl, Peter                                                              |
| KURZBESCHREIBUNG | österreichischer Kulturmanager und Vorstandsvorsitzender der Klimt-Foundation |
| GEBURTSDATUM     | 1962                                                                          |
| GEBURTSORT       | Vöcklabruck                                                                   |